# Monte Capio
El Monte Capio es una cima de los Alpes italianos.Es una de las montañas más altas de los Alpes Cusianos.

## Historia

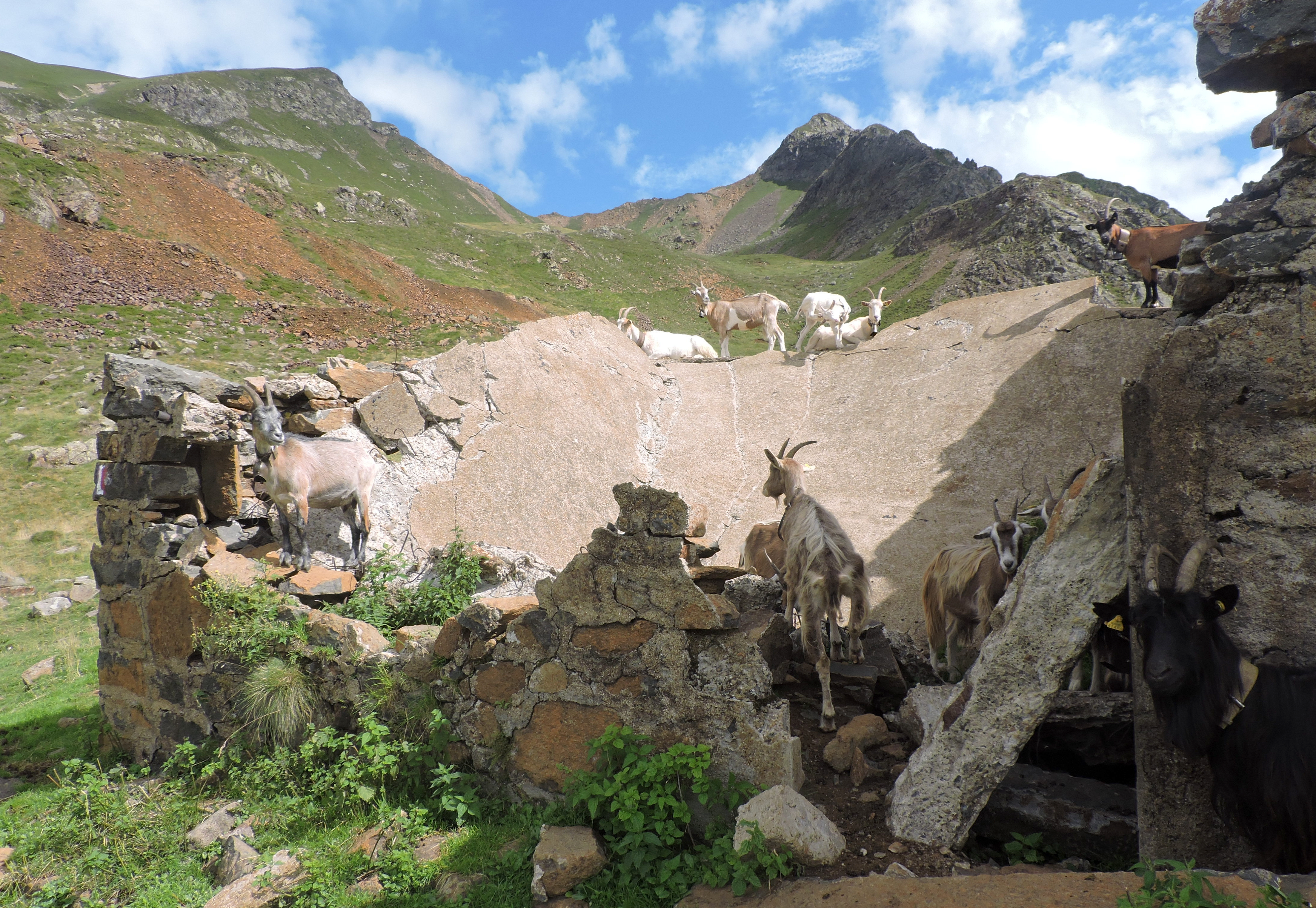
La mina vieja

Hubo una mina de níquel, pero ahora éstá abandonada, cerca de la Alpe Laghetto, en las laderas Valsesianas del Capio. En 2017 las autoridades de Piamonte permitieron nuevas investigaciones mineras cerca del Alpe Laghetto y otros lugares de los alrededores.

## Geografía

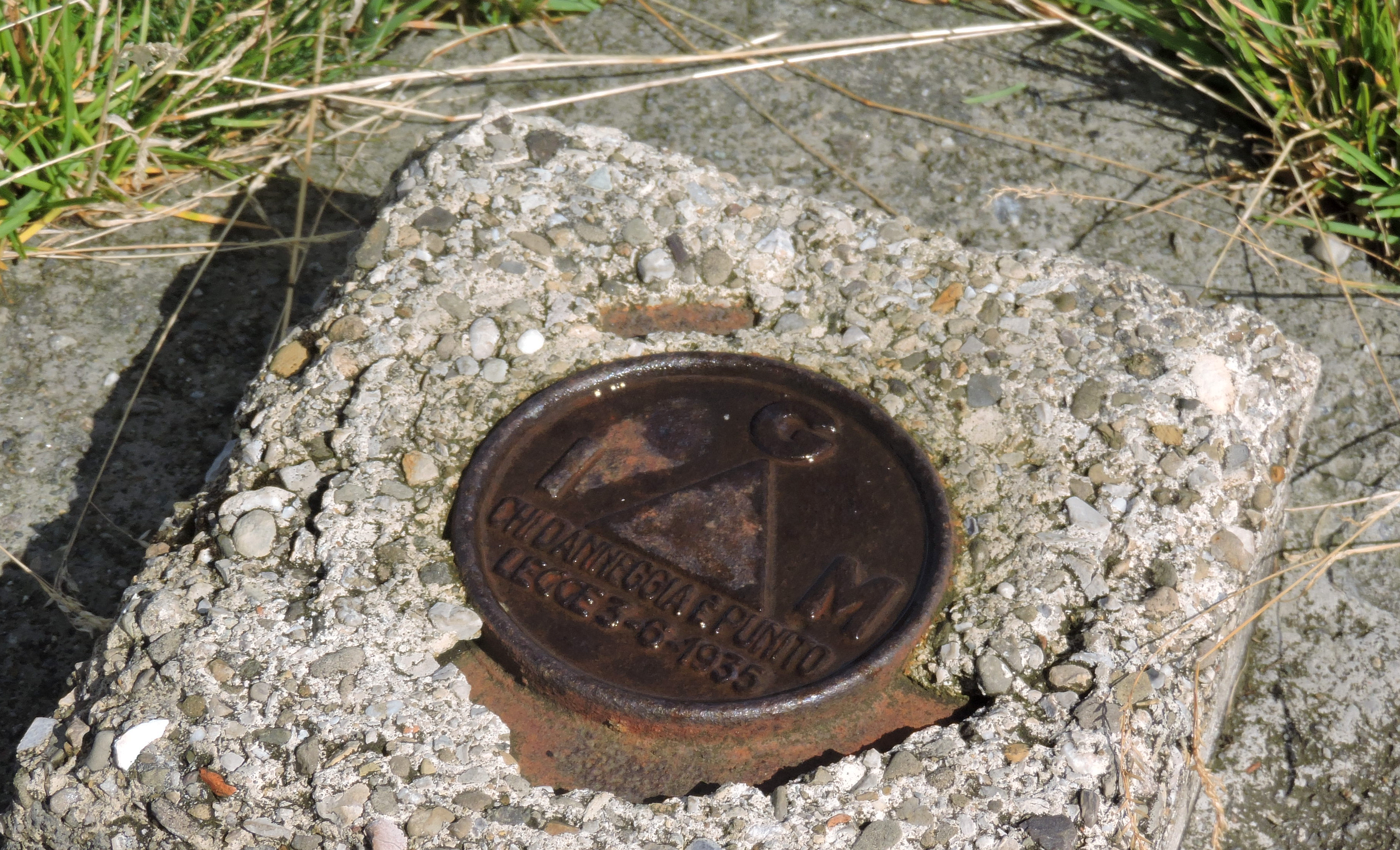
Vértice geodésico del Capio

La montaña se encuentra a lo largo de la divisoria de aguas entre Valle Strona y Valsesia, cerca del pueblo de Campello Monti (Valstrona).
Según la clasificación SOIUSA, el Altemberg pertenece:
- Gran parte: Alpes occidentales
- Gran sector: Alpes del noroeste
- Sección: Alpes Peninos
- Subsección: Alpes Bielleses y Cusianos
- Supergrupo: Alpes Cusianos
- Grupo: Costiera Capio-Massa del Turlo
- Subgrupo:
- Código:I/B-9.IV-B.3

## Protección de la naturaleza
Las laderas orientales del monte forman parte de la zona contigua del Parco naturale dell'Alta Val Sesia e dell'Alta Val Strona.